# Добродомов Дмитро Євгенович
Дмитро́ Євге́нович Добродо́мов (нар. 13 січня 1977, Львів, Україна) — народний депутат України VIII скликання, лідер партії «Народний контроль», журналіст, медіа-менеджер. Кандидат в Президенти України на виборах 2019 року.

## Освіта
1992—1996 — Львівський технічний коледж, електромеханічний факультет;
1996–1999 рік навчався на електромеханічному факультеті університету «Львівська політехніка» (незакінчена вища освіта).
2004 — закінчив факультет післядипломного навчання науково-педагогічних працівників Львівського національного університету за спеціальністю «Журналістика».
2017 — вступив до Львівського регіонального інституту державного управління Національної академії державного управління при Президентові України.

## Життєпис
Журналістом Добродомов став випадково. 1998 року, маючи лише технічну освіту, він прийшов до редакції газети «Експрес» (Львів), щоб спробувати себе в журналістиці — і залишився працювати у виданні на десять років. Згодом закінчив факультет післядипломного навчання ЛНУ ім. Франка за спеціальністю «Журналістика».
З 1998-го по 2008 рік в «Експресі» Дмитро пройшов шлях від журналіста до редактора. «За 11 років — від стажера з електромеханічного факультету у 2008 році — я пішов з газети вже у статусі першого заступника головного редактора. На той час у газеті працювало майже 400 людей. Це прекрасні роки. Це тисячі написаних матеріалів, статей. Це той період у житті, який згадуватимеш завжди. Ми якісно, наполегливо робили свою роботу. Ми вірили, що можемо змінити світ. А часом навіть змінювали його», — пригадує своє перше місце роботи Дмитро Добродомов.
2008 — зібрав колектив однодумців для створення «Агенції журналістських розслідувань». Мета цього проєкту: зробити журналістику інструментом для розв'язання соціальних проблем, а не лише джерелом інформації чи розваг. Головним майданчиком «Агенціїь» стала газета «Інформатор», яка швидко здобула популярність серед львів'ян. В «Інформаторі» Добродомов обіймав посаду відповідального редактора.
Головним жанром видання стали журналістські розслідування, а результатами роботи — вирішені проблеми читачів, викриті корупційні схеми, покарані винуватці. Кілька років поспіль працю журналістів і редакторів відзначало професійне журі конкурсу «Честь професії», а дизайн газети «Інформатор» тричі отримував відзнаки престижних міжнародних конкурсів.
З 1 вересня 2010 року Дмитро Добродомов узявся за реалізацію нового амбітного проєкту — створення нового регіонального телеканалу.  Для цього розширив власний простір професійної діяльності —  обійняв посаду генерального продюсера телерадіокомпанії «МІСТ ТБ», яка врешті вийшла в ефір під логотипом телеканалу ZIK.
Її метою стало розкриття реальних статків та корупційних дій чиновників і представників усіх рівнів влади в Україні. Героями програм упродовж двох років виходу проєкту в ефір були депутати, судді, міліціонери, губернатори і чиновники. Чимало з них після програм потрапили під приціл правоохоронних органів, деякі позбулися своїх посад, були й такі, що потрапили в СІЗО.
Власне як ведучий програми «Хто тут живе?» Дмитро Добродомов у 2012 році став володарем національної телевізійної премії «Телетріумф».
Того ж 2012 року Дмитро Добродомов став генеральним директором медіа-холдингу ZIK, куди, окрім телеканалу з однойменною назвою, входить одна із найдавніших і найпопулярніша в Західній Україні інформаційна агенція «Західна інформаційна корпорація».  
Під керівництвом Дмитра телеканал ZIK, що розпочав роботу як місцеве медіа, за чотири роки існування став найпопулярнішим регіональним телеканалом Західної України.
Також навесні 2013 року Дмитро запустив в ефір телеканалу свій новий авторський проєкт — програму журналістських розслідувань «Народний контроль», гасло якої — стаття 5 Конституції України: «Єдиним джерелом влади в Україні є народ».
Із часом телевізійна програма переросла у громадсько-журналістський рух, який займається активною громадською діяльністю у Львові та області, контролює місцеву владу, аби її обіцянки не розходилися з діями. Влітку 2014 року «Народний контроль» став одним з організаторів Центру забезпечення військових, що займається доставленням допомоги у зону АТО.
Єдиним мінусом у роботі журналіста Дмитро вважає те, що в українських реаліях журналістика й досі не стала справжньою «четвертою владою». Водночас розуміє, що боротися з такими явищами, як корупція, байдужість чиновників, зловживання владою, можна лише системно — міняючи правила гри для всіх, хто працює на високих посадах. І шлях до цього один — кардинальна зміна системи в країні. За словами самого Добродомова саме такі мотиви спонукали його почати займатися активною політичною діяльністю.
До української політики та політиків Дмитро придивлявся давно, а на початку 2000-х років був активним учасником протестних акцій «Україна без Кучми», «Хвиля свободи».
2012 року Дмитро Добродомов балотувався до Верховної Ради у Сихівському виборчому окрузі № 115 у Львові. Зокрема, його кандидатуру висунула політична сила «УДАР Віталія Кличка».
У 2014-му — Дмитро Добродомов був обраний народним депутатом України у Сихівському виборчому окрузі № 115. Балотувався на виборах до парламенту як самовисуванець. У Парламенті є керівником міжфракційного об'єднання «Народний контроль» та секретарем Комітету з питань запобігання і протидії корупції. За час роботи парламентарієм він брав участь у розробці понад сто законопроєктів та 31 правки. За версією громадського руху «ЧЕСНО», Інтернет-порталів «VoxUkraine» та «Слово і Діло» Дмитро Добродомов займає лідируючі позиції у рейтингу найбільш відповідальних депутатів ВРУ та кандидатів в Президенти України.
23 січня 2019 року Дмитро Добродомов подав документи в ЦВК для реєстрації кандидатом на президентських виборах від партії "Громадський рух «Народний контроль».
21 липня 2019 на виборах балотувався до ВР під № 2 від «Громадянської позиції», партія не подолала 5 % бар'єр.

## Кар'єра
- 1998 — журналіст в газеті «Експрес» (Львів)
- 2002 — директор департаменту власних кореспондентів газети «Експрес»
- 2005 — оперативний редактор видавничої групи «Експрес»
- 2007 — перший заступник стратегічного редактора «Експресу»
- 2008 — співзаснував ТзОВ «Агенцію журналістських розслідувань», відповідальний редактор газети «Інформатор»
- З вересня 2010 р. — генеральний продюсер телеканалу «ZIK», автор і ведучий програми журналістських розслідувань «Хто тут живе?»
- 2012 — генеральний директор медіа-холдингу ZIK, автор і ведучий програми журналістських розслідувань «Народний Контроль»

## Громадська та політична діяльність
- 2000 — член Всеукраїнського комітету опору «За правду!»
- 2002 — активіст громадського руху «Україна без Кучми».
- 2002 — балотувався до ВРУ по виборчому округу № 116 у Львові як самовисуванець.

- 2012 р. — балотувався до ВРУ по виборчому округу № 115 у Львові (висунутий політичною партією «УДАР Віталія Кличка»).
- 2014 р. — балотувався до ВРУ по виборчому округу № 115 у Львові як самовисуванець.
- Член громадської організації «Незалежна асоціація журналістів-розслідувальників».
- З 27 листопада 2014 р. — нардеп України VIII скликання, позафракційний. Секретар Комітету ВРУ з питань запобігання і протидії корупції.
- Лідер "Громадського руху «Народний Контроль».

Є головою міжфракційного депутатського об'єднання «Народний контроль». Член міжфракційних депутатських об'єднань «Єврооптимісти», «З реформування податкового, митного та земельного законодавств Украïни», «Захистимо вугільну галузь», «З питань профілактики і боротьби з інфекційними захворюваннями».
17 серпня 2015 року — заявив про намір балотуватися на посаду мера Львова.
28 вересня, будучи кандидатом на посаду міського голови Львова, підтримав ініціативу ГР «Чесно» та ГО «Активна Громада» та підписав Декларацію відповідальності перед виборцями. Зобов'язався надати інформацію про доходи, а також повний фінансовий звіт виборчої кампанії.
19 жовтня на сайті «Народного контролю» було оприлюднено ці документи, включаючи звіт про використання та надходження коштів виборчого фонду, декларацію про майно, доходи, витрати і зобов'язання за 2014-й.
27 жовтня 2018 року — на з'їзді партії «Народний контроль» Добродомова висунули кандидатом на вибори президента України 31 березня 2019 року.

## Критика
10 вересня 2017-го разом із Михеілом Саакашвілі незаконно перетнув кордон з Польщею

## Родина
- Дружина Малкіна Ганна Миколаївна (1978 р. н.) — доктор політичних наук в Київському національному університеті;
- Виховує двох дітей — доньку і сина. Анастасія Добродомова, 19 років, навчається та працює, пластунка, займається вокалом. Олексій Добродомов, 15 років, навчається, захоплюється музикою та футболом.

## Нагороди
- 2011 — конкурс журналістики «Честь професії»
- номінант телевізійної премії «Телетріумф» за авторську програму журналістських розслідувань «Хто тут живе?»[9].
- 2012 — премії «Телетріумф» у номінації «Ведучий будь-якого формату — регіон», як автор та ведучий програми журналістських розслідувань «Хто тут живе?»[10]. За рейтингом журналістів проєкту «Слово і Діло» увійшов у Топ-5 найвідповідальніших народних депутатів[11].
- За результатами моніторингу громадянської мережі «Опора», Добродомова визнано найактивнішим депутатом-мажоритарником Львівщини.
- За підсумками Центру експертних досліджень «ТЕМА», потрапив у п'ятірку «Найкращих народних депутатів від Львівщини».[12]
- За версією громадського руху «Чесно» та сайту «VoxUkraine», потрапив у перелік найбільш відкритих і відповідальних депутатів, які постійно звітують про свою роботу[13].